# Mohamed Wali Akeik
Mohamed Wali Akeik (El Aaiún, 1950) è un politico sahrawi, primo ministro della Repubblica Democratica Araba dei Sahrawi, che detiene una contestata rivendicazione sul Sahara Occidentale. 